# باتريشيا كراوس
باتريشيا كراوس (بالإسبانية: Patricia Kraus)‏ (و. 1964 – م) هي مغنية، من إسبانيا، ولدت في ميلانو، شاركت في مسابقة الأغنية الأوروبية 1987.